# Lactobacillus mindensis
Lactobacillus mindensis è una specie di batterio appartenente alla famiglia delle Lactobacillaceae.